# 志野宗信
志野 宗信（しの そうしん、嘉吉3年（1443年）? - 大永2年3月18日（1522年4月14日）?）は、室町幕府、足利将軍家6代足利義教から8代足利義政まで仕えた同朋衆であり、志野流香道の祖である。通称三郎左衛門といい号は松隠軒。陸奥国白河信夫（現・福島県）の生まれで上洛しては四条に住んだ。

## 生涯
宗信を取り巻く人物として牡丹花肖柏、村田珠光、宗祇法師、帰牧庵玄清、相阿弥、咲山軒大喝、二階堂行二といった当時文人、連歌師、また茶人としてその才能が天下に認められていた人達がいる。当時、宗信は、名物の茶入他、数々の茶道具や、義政公より拝領の名香「蘭奢待」、御物青磁の香炉「都鳥」などを所持し、家宝としていた。宗信の業績として先ず挙げられるのは、香木の分類と炷香の作法の確立である。彼は、足利義政の命により、将軍家所持（佐々木道誉蒐集）の百八十種の名香を分類すると共に、三条西実隆所持の六十六種を更に精選、追加、入れ替え等を行い、「六十一種名香」を定めた。そして、その選定過程で、全ての香木を「六国五味」で判別、鑑賞することを極めていく。なお、宗信が草創した流儀の一切は、現在も途切れることなく志野流香道20世家元幽光斎宗玄が継承している。
没年月日は大永2年（1522年）3月18日、大永3年（1523年）8月1日など諸説あり、享年も79歳、82歳などとされる。